# Antonio Barboni
Antonio Barboni (Teramo, 2 maggio 1959) è un politico italiano.

## Biografia
Nato e cresciuto a Teramo, dopo l'Università a Modena, si trasferisce a Rimini.

### Attività politica
Dal 1995 al 2011 è stato Consigliere comunale a Rimini, eletto con Forza Italia. Dal 2011 al 2014 è stato Consigliere provinciale a Rimini, venendo eletto con Il Popolo della Libertà.

#### Elezione a senatore
Alle elezioni politiche del 2018 viene eletto al Senato della Repubblica nel collegio uninominale di Rimini, sostenuto dal centro-destra (in quota FI).
Nel dicembre 2019 è tra i 64 firmatari (di cui 41 di Forza Italia) per il referendum confermativo sul taglio dei parlamentari: pochi mesi prima i senatori berlusconiani avevano disertato l'aula in occasione della votazione sulla riforma costituzionale.